# IV Всемирный фестиваль молодёжи и студентов
IV Всемирный фестиваль молодёжи и студентов (WFYS) проходил со 2 по 14 августа 1953 года в Бухаресте, столице Румынии.
Всемирная федерация демократической молодёжи организовала этот фестиваль на фоне преследования коммунистов, например, в Западной Германии, где Филипп Мюллер, делегат 3-го фестиваля, был убит во время демонстрации, и в США. В числе лозунгов участников фестиваля - протест против корейской войны и поддержка антиколониальных движений во французской колонии Алжир и Вьетнаме.
Открылся на строящемся стадионе «23 августа » (ныне стадион Лия Манолиу). В Бухарест на фестиваль  приехало свыше 30 тысяч юношей и девушек из 111 стран.
Девиз фестиваля — «Нет! Наше поколение не будет служить смерти и разрушению!» (рум. Nu! Generația noastră nu va servi moartea și distrugerea!).

## Спортивные соревнования
В ходе фестиваля проходили товарищеские соревнования по 18 видам спорта (в том числе легкой атлетике, плаванию, борьбе, гимнастике, боксу, водному поло и академической гребле). В них приняло участие 4366 спортсменов из 54 стран мира. Советские спортсмены и спортсменки завоевали 202 золотые, 72 серебряных и 59 бронзовых медалей, в том числе золото в таких командных видах как баскетбол и волейбол. В вольной борьбе состязались 67 спортсменов из 17 стран, при этом советские борцы завоевали 5 золотых, 2 серебряные и 1 бронзовую медаль

## Культурные мероприятия
Проводился профессиональный музыкальный конкурс на духовых инструментах. Всего в музыкальных конкурсах в рамках фестиваля приняло участие не менее 377 солистов и 70 ансамблей из 32 стран.

### Лауреаты международных конкурсов
- Сольное пение:
  - Первые премии: Г. В. Олейниченко (сопрано), Л. И. Авдеева (меццо-сопрано), В. К. Отделёнов (баритон), В. Н. Филиппов и Н. И. Кривуля (басы).
  - Вторые премии: А. Ф. Ведерников (бас), Е. Б. Серкебаев (баритон).
- Народное пение: 
  - Первые премии: Татьяна Махарадзе, Салима Бекмуратова
- Классический балет:
  - Первые премии: Н. Кургапкина, Г. Ледях, И. Израилева, С. Кузнецов.
- Народный танец:
  - Первые премии: Гульнора Маваева (Узбекистан), Ш. Ягудин; трио Владимир Шубарин, Пётр Сорокин и Андрей Климов;  Мухамет Шамсутдинов, Мухамет Идрисов, Анвар Фахрутинов (Башкирия).
- Скрипка: 
  - Первые премии: Б. Гутников и Х. Ахтямова
- Виолончель:
  - Первые премии: Козолупов-Кнушевицкий Игорь Святославович  (СССР), В. Орлов (Румыния)
- Фортепиано:
  - Первые премии: Наталья Юзбашева (СССР), Валентин Георгиу (Румыния)
  - Вторые премии: Носов (СССР), М. Кац (Румыния)[6]
- труба:
  - Первая премия: Юрий Большиянов[7]

### Международный конкурс на лучшую песню
На конкурс было представлено более 100 произведений. 
Члены жюри: Марсел Рубин (Австрия, председатель), Иштван Шаркёзи (Венгрия), Ион Думитреску (Румыния), Ю. А. Шапорин (СССР)
- Первая премия за массовую песню:
  - В. Мурадели и С. Михалков (СССР) — «Песня молодёжи»
- Вторая премия за массовую песню:
  - Б. Александров (СССР) — «Марш молодёжи мира»
  - И. Киреску (Румыния) — «Под знаменем мира»
  - М. Рубин (Австрия) — «Украшайте все улицы»
  - Г. Скит (Великобритания) — «Птица с веткой в клюве»
- Третья премия за массовую песню:
  - А. Бабаджанян (СССР) — «Выше знамя дружбы»
  - Н. Онебоум (Нидерланды) — «Боритесь вместе с нами»
  - Свен Йенсен (Дания) — «Датский марш фестиваля»
  - И. Шаркёзи (Венгрия) — «Роман»
  - М. Сокор (Румыния) — «Песня фестиваля»[8]

## Советская делегация
Глава делегации — первый секретарь ЦК ВЛКСМ А. Н. Шелепин. Заместитель — В. И. Кочемасов.

### Художественная группа
- Сводный хор московских студентов (руководитель В. Г. Соколов)
- Симфонический оркестр Московской консерватории им. П. И. Чайковского (руководитель Н. П. Аносов)
- Государственный Омский русский народный хор (художественный руководитель Е. В. Калугина)
- Ансамбль народного танца Грузинской ССР (руководители И. И. Сухишвили и Н. Ш. Рамишвили)
- Казахский оркестр народных инструментов (руководители Ш. С. Кашгалиев)
- Ансамбль народного танца Молдавской ССР (руководитель Н. А. Болотов)
- Коллектив оперной студии Киевской консерватории (руководитель А. И. Климов)
- балетная группа Ленинградского балетного училища (в том числе Ольга Заботкина)[9]
- музыканты: Козолупов-Кнушевицкий Игорь Святославович и Анатолий Никитин (виолончель)[10]

### Спортсмены
- чемпионы мира по борьбе Гиви Картозия, Август Энглас и Георгий Шатворян
- рекордсмен мира в тройном прыжке Леонид Щербаков
- олимпийские чемпионы по гимнастике Виктор Чукарин и Евгений Корольков
- абсолютная чемпионка СССР по гимнастике Генриэтта Коновалова
- олимпийские чемпионки по лёгкой атлетике Галина Зыбина и Нина Пономарёва
- чемпионы Европы по боксу Владимир Енгибарян и Альгирдас Шоцикас
- рекордсмен СССР стайер Александр Ануфриев и другие[9]